# Bustylus
Bustylus es un género extinto de euterio perteneciente a la familia Adapisoriculidae. Fue descrito por Emmanuel Gheerbrandt y Russell en 1991, y la especie tipo es B. cernaysi. Encontrado en estratos de finales del Paleoceno en Cernay, Francia (localidad de la que deriva su nombre de especie), y posiblemente también de Walbeck, Alemania. Gheerbrandt más tarde describe la especie Peradectes marandati (Crochet y Sigé, 1983) como una especie de Bustylus. Una tercera especie, B. folieae, fue descrita a partir de estratos de principios del Paleoceno de Bélgica por Eric De Bast, Bernard Sigé y Thierry Smith in 2012 y fue nombrada en honor de la Dra. Annelise Folie.

## Especies
- Bustylus cernaysi Gheerbrandt & Russell, 1991
- Bustylus marandati (Crochet & Sigé, 1983)
- Bustylus folieae De Bast et al., 2012